# 安王 (馬韓)
韓龕（？—？），是三韓之馬韓的君主，第3代王。在位於前189年至前157年，諡號安王（韓語：안왕），名韓龕（韓語：한감）。